# Relaciones Guatemala-Líbano
Las relaciones Guatemala-Líbano son las relaciones internacionales entre Líbano y Guatemala. Los dos países establecieron relaciones diplomáticas el 31 de enero de 1990.

## Relaciones diplomáticas
Guatemala y Líbano entablaron relaciones diplomáticas el 31 de enero de 1990. Ambos países mantienen embajadores concurrentes, Guatemala lo mantiene desde su embajada en Egipto y Líbano lo mantiene desde su embajada en México.